# سومینوئه، اوساکا

بخش سومینوئه، اوساکا (به ژاپنی: 住之江区 Suminoe-ku) یکی از مناطق ۲۴ گانه اوساکا در ژاپن است.